# De/Vision/Diskografie
Diese Diskografie ist eine Übersicht über die musikalischen Werke der deutschen Synthiepop-Band De/Vision. Ihre erfolgreichste Veröffentlichung ist das 13. Studioalbum 13, das Rang elf der deutschen Albumcharts erreichte.

## Alben

### Studioalben
| Jahr | Titel Musiklabel                                | Höchstplatzierung, Gesamtwochen, AuszeichnungChartplatzierungen (Jahr, Titel, Musiklabel, Platzierungen, Wochen, Auszeichnungen, Anmerkungen) | Höchstplatzierung, Gesamtwochen, AuszeichnungChartplatzierungen (Jahr, Titel, Musiklabel, Platzierungen, Wochen, Auszeichnungen, Anmerkungen) | Höchstplatzierung, Gesamtwochen, AuszeichnungChartplatzierungen (Jahr, Titel, Musiklabel, Platzierungen, Wochen, Auszeichnungen, Anmerkungen) | Anmerkungen                            |
| Jahr | Titel Musiklabel                                | DE | AT | CH | Anmerkungen                            |
| ---- | ----------------------------------------------- | --- | --- | --- | -------------------------------------- |
| 1994 | World without End Strange Ways Records (Indigo) | — | — | — | Erstveröffentlichung: 28. Januar 1994  |
| 1995 | Unversed in Love Strange Ways Records (Indigo)  | — | — | — | Erstveröffentlichung: 20. Januar 1995  |
| 1996 | Fairyland? Strange Ways Records (Indigo)        | DE87 (2 Wo.)DE | — | — | Erstveröffentlichung: 9. August 1996   |
| 1998 | Monosex WEA Records (WMG)                       | DE30 (4 Wo.)DE | — | — | Erstveröffentlichung: 14. April 1998   |
| 2000 | Void WEA Records (WMG)                          | DE34 (3 Wo.)DE | — | — | Erstveröffentlichung: 28. Februar 2000 |
| 2001 | Two E-Wave Records (BMG)                        | DE42 (3 Wo.)DE | — | — | Erstveröffentlichung: 1. Oktober 2001  |
| 2003 | Devolution E-Wave Records (BMG)                 | DE53 (1 Wo.)DE | — | — | Erstveröffentlichung: 6. Januar 2003   |
| 2004 | 6 Feet Underground E-Wave Records (BMG)         | DE35 (3 Wo.)DE | — | — | Erstveröffentlichung: 28. Juni 2004    |
| 2006 | Subkutan E-Wave Records (Sony BMG)              | DE50 (2 Wo.)DE | — | — | Erstveröffentlichung: 27. Januar 2006  |
| 2007 | Noob E-Wave Records (Sony BMG)                  | DE44 (1 Wo.)DE | — | — | Erstveröffentlichung: 24. August 2007  |
| 2010 | Popgefahr Popgefahr Records (Soulfood)          | DE62 (1 Wo.)DE | — | — | Erstveröffentlichung: 26. März 2010    |
| 2012 | Rockets & Swords Popgefahr Records (Soulfood)   | DE39 (1 Wo.)DE | — | — | Erstveröffentlichung: 24. August 2012  |
| 2016 | 13 Popgefahr Records (Soulfood)                 | DE11 (1 Wo.)DE | — | — | Erstveröffentlichung: 27. Mai 2016     |
| 2018 | Citybeats Popgefahr Records (Soulfood)          | DE38 (1 Wo.)DE | — | — | Erstveröffentlichung: 22. Juni 2018    |

### Livealben
| Jahr | Titel Musiklabel                                               | Anmerkungen                            |
| ---- | -------------------------------------------------------------- | -------------------------------------- |
| 1996 | Live Moments We Shared Strange Ways Records (Indigo)           | Erstveröffentlichung: 1. Februar 1996  |
| 1997 | Fairylive! Strange Ways Records (Indigo)                       | Erstveröffentlichung: 21. Februar 1997 |
| 2002 | Live 95 & 96 Synthetic Product Records (Indigo)                | Erstveröffentlichung: 21. Mai 2002     |
| 2003 | Devolution Tour – Live 2003 Synthetic Product Records (Indigo) | Erstveröffentlichung: 26. Oktober 2003 |

### Kompilationen
| Jahr | Titel Musiklabel                           | Anmerkungen                             |
| ---- | ------------------------------------------ | --------------------------------------- |
| 1995 | Antiquity Strange Ways Records (Indigo)    | Erstveröffentlichung: 17. November 1995 |
| 2006 | Best Of … E-Wave Records (Sony BMG)        | Erstveröffentlichung: 24. November 2006 |
| 2007 | Da*Mals Synthetic Product Records (Indigo) | Erstveröffentlichung: 19. Oktober 2007  |

### Remixalben
| Jahr | Titel Musiklabel                                     | Höchstplatzierung, Gesamtwochen, AuszeichnungChartplatzierungen (Jahr, Titel, Musiklabel, Platzierungen, Wochen, Auszeichnungen, Anmerkungen) | Höchstplatzierung, Gesamtwochen, AuszeichnungChartplatzierungen (Jahr, Titel, Musiklabel, Platzierungen, Wochen, Auszeichnungen, Anmerkungen) | Höchstplatzierung, Gesamtwochen, AuszeichnungChartplatzierungen (Jahr, Titel, Musiklabel, Platzierungen, Wochen, Auszeichnungen, Anmerkungen) | Anmerkungen                                                                                               |
| Jahr | Titel Musiklabel                                     | DE | AT | CH | Anmerkungen                                                                                               |
| ---- | ---------------------------------------------------- | --- | --- | --- | --- |
| 1998 | Zehn Strange Ways Records (Indigo)                   | — | — | — | Erstveröffentlichung: 16. November 1998                                                                   |
| 2002 | Remixed Synthetic Product Records (Indigo)           | DE64 (1 Wo.)DE | — | — | Erstveröffentlichung: 30. Juli 2002                                                                       |
| 2011 | Popgefahr – The Mix Popgefahr Records (Soulfood)     | — | — | — | Erstveröffentlichung: 30. September 2011 (DE-Version) Erstveröffentlichung: 25. Oktober 2011 (US-Version) |
| 2011 | Popgefahr – The Mix 3.0 Popgefahr Records (Soulfood) | — | — | — | Erstveröffentlichung: 2. Dezember 2011                                                                    |

### EPs
| Jahr | Titel Musiklabel                                  | Anmerkungen                          |
| ---- | ------------------------------------------------- | ------------------------------------ |
| 1992 | Boy on the Street Synthetic Product Records (AMV) | Erstveröffentlichung: Juli 1992      |
| 2002 | Unplugged E-Wave Records (BMG)                    | Erstveröffentlichung: 22. April 2002 |

## Singles

### Als Leadmusiker
| Jahr | Titel Album                                | Höchstplatzierung, Gesamtwochen, AuszeichnungChartplatzierungen (Jahr, Titel, Album, Platzierungen, Wochen, Auszeichnungen, Anmerkungen) | Höchstplatzierung, Gesamtwochen, AuszeichnungChartplatzierungen (Jahr, Titel, Album, Platzierungen, Wochen, Auszeichnungen, Anmerkungen) | Höchstplatzierung, Gesamtwochen, AuszeichnungChartplatzierungen (Jahr, Titel, Album, Platzierungen, Wochen, Auszeichnungen, Anmerkungen) | Anmerkungen                              |
| Jahr | Titel Album                                | DE | AT | CH | Anmerkungen                              |
| ---- | ------------------------------------------ | --- | --- | --- | ---------------------------------------- |
| 1990 | Your Hands on My Skin World without End    | — | — | — | Erstveröffentlichung: 9. September 1990  |
| 1993 | Try to Forget World without End            | — | — | — | Erstveröffentlichung: 27. August 1993    |
| 1994 | Dinner without Grace World without End     | — | — | — | Erstveröffentlichung: 20. Mai 1994       |
| 1994 | Love Me Again Unversed in Love             | — | — | — | Erstveröffentlichung: 12. August 1994    |
| 1995 | Blue Moon Unversed in Love                 | — | — | — | Erstveröffentlichung: 13. Januar 1995    |
| 1995 | Dress Me When I Bleed Unversed in Love     | — | — | — | Erstveröffentlichung: 31. Juli 1995      |
| 1996 | Sweet Life Fairyland?                      | — | — | — | Erstveröffentlichung: 19. Juli 1996      |
| 1996 | I Regret Fairyland?                        | — | — | — | Erstveröffentlichung: 18. Oktober 1996   |
| 1998 | We Fly … Tonight Monosex                   | DE47 (3 Wo.)DE | — | — | Erstveröffentlichung: 16. März 1998      |
| 1998 | Strange Affection Monosex                  | — | — | — | Erstveröffentlichung: 27. Juli 1998      |
| 2000 | Foreigner Void                             | DE76 (1 Wo.)DE | — | — | Erstveröffentlichung: 31. Januar 2000    |
| 2000 | Freedom Void                               | — | — | — | Erstveröffentlichung: 15. Mai 2000       |
| 2001 | Heart-Shaped Tumor Two                     | DE89 (1 Wo.)DE | — | — | Erstveröffentlichung: 10. September 2001 |
| 2003 | Drifting Sideways Devolution               | — | — | — | Erstveröffentlichung: 28. April 2003     |
| 2004 | I’m Not Dreaming of You 6 Feet Underground | — | — | — | Erstveröffentlichung: 31. August 2004    |
| 2005 | Turn Me On 6 Feet Underground              | — | — | — | Erstveröffentlichung: 10. Januar 2005    |
| 2005 | The End Subkutan                           | — | — | — | Erstveröffentlichung: 28. November 2005  |
| 2006 | Love Will Find a Way Noob                  | — | — | — | Erstveröffentlichung: 24. November 2006  |
| 2010 | Rage / Time to Be Alive Popgefahr          | — | — | — | Erstveröffentlichung: 5. März 2010       |
| 2011 | Twisted Story Popgefahr                    | — | — | — | Erstveröffentlichung: 16. September 2011 |
| 2016 | Who am I 13                                | — | — | — | Erstveröffentlichung: 29. April 2016     |
| 2018 | They Won’t Silence Us Citybeats            | — | — | — | Erstveröffentlichung: 25. Mai 2018       |

### Als Gastmusiker
| Jahr | Titel Album                                       | Höchstplatzierung, Gesamtwochen, AuszeichnungChartplatzierungen (Jahr, Titel, Album, Platzierungen, Wochen, Auszeichnungen, Anmerkungen) | Höchstplatzierung, Gesamtwochen, AuszeichnungChartplatzierungen (Jahr, Titel, Album, Platzierungen, Wochen, Auszeichnungen, Anmerkungen) | Höchstplatzierung, Gesamtwochen, AuszeichnungChartplatzierungen (Jahr, Titel, Album, Platzierungen, Wochen, Auszeichnungen, Anmerkungen) | Anmerkungen                                                         |
| Jahr | Titel Album                                       | DE | AT | CH | Anmerkungen                                                         |
| ---- | ------------------------------------------------- | --- | --- | --- | ------------------------------------------------------------------- |
| 2000 | Shining –                                         | DE32 (5 Wo.)DE | — | — | Erstveröffentlichung: 30. Oktober 2000 Green Court feat. De/Vision  |
| 2001 | Take (My Breath Away) Technics DJ Set, Volume Two | DE99 (1 Wo.)DE | — | — | Erstveröffentlichung: 28. Mai 2001 Green Court feat. De/Vision      |
| 2012 | Time to be Alive 2012 –                           | — | — | — | Erstveröffentlichung: 12. Oktober 2012 Hornyshakerz feat. De/Vision |
| 2016 | Synchronize –                                     | — | — | — | Erstveröffentlichung: 28. Oktober 2016 Soundmietzen feat. De/Vision |

## Videoalben und Musikvideos

### Videoalben
| Jahr | Titel Musiklabel                                        | Anmerkungen                            |
| ---- | ------------------------------------------------------- | -------------------------------------- |
| 1996 | Live Moments We Shared Strange Ways Records (Indigo)    | Erstveröffentlichung: 1. Februar 1996  |
| 1997 | Fairylive! Strange Ways Records (Indigo)                | Erstveröffentlichung: 21. Februar 1997 |
| 2004 | Pictures of the Past Synthetic Product Records (Indigo) | Erstveröffentlichung: 29. August 2004  |
| 2004 | Unplugged and the Motion Pictures E-Wave Records (BMG)  | Erstveröffentlichung: 30. August 2004  |

### Musikvideos
| Jahr | Titel                 | Regisseur(e)                         |
| ---- | --------------------- | ------------------------------------ |
| 1995 | Blue Moon             |                                      |
| 1996 | I Regret              |                                      |
| 1998 | We Fly … Tonight      |                                      |
| 1998 | Strange Affection     | Matthias Edlinger, Matthias Erdinger |
| 2000 | Foreigner             | Matthias Edlinger, Matthias Erdinger |
| 2000 | Freedom               |                                      |
| 2000 | Shining               | Oliver Bradford                      |
| 2001 | Heart-Shaped Tumor    | Andreas Richter                      |
| 2003 | I Regret 2003         |                                      |
| 2004 | Unputdownable         | Alexander Diezinger                  |
| 2006 | Love Will Find a Way  | Alexander Diezinger                  |
| 2010 | Rage                  |                                      |
| 2012 | Brotherhood of Man    |                                      |
| 2014 | Brothers in Arms      |                                      |
| 2018 | They Won’t Silence Us | G. Fricke                            |

## Sonderveröffentlichungen

### Alben
| Jahr | Titel Musiklabel                                     | Anmerkungen                                                                                  |
| ---- | ---------------------------------------------------- | -------------------------------------------------------------------------------------------- |
| 2014 | Instrumental Collection Popgefahr Records (Soulfood) | Erstveröffentlichung: 13. März 2014 Vertrieb nur über PledgeMusic; Verkäufe: 500 (limitiert) |

| Jahr | Titel Musiklabel                                      | Anmerkungen                                                                                  |
| ---- | ----------------------------------------------------- | -------------------------------------------------------------------------------------------- |
| 2006 | Two / Devolution E-Wave Records (Sony BMG)            | Erstveröffentlichung: 2006 Teil der „2-in-1“-Reihe                                           |
| 2014 | Unfinished Tape Sessions Popgefahr Records (Soulfood) | Erstveröffentlichung: 13. März 2014 Vertrieb nur über PledgeMusic; Verkäufe: 500 (limitiert) |

| Jahr | Titel Musiklabel                                          | Anmerkungen                                                                                            |
| ---- | --------------------------------------------------------- | --- |
| 2014 | 25 Years – Best of Tour 2013 Popgefahr Records (Soulfood) | Erstveröffentlichung: 13. März 2014 CD + DVD; Vertrieb nur über PledgeMusic; Verkäufe: 500 (limitiert) |

### Lieder
| Jahr | Titel Album                                       | Anmerkungen                                                     |
| ---- | ------------------------------------------------- | --------------------------------------------------------------- |
| 2001 | Take (My Breath Away) Technics DJ Set, Volume Two | Erstveröffentlichung: 23. Juli 2001 Green Court feat. De/Vision |

| Jahr | Titel Album                               | Anmerkungen                                                                  |
| ---- | ----------------------------------------- | ---------------------------------------------------------------------------- |
| 2004 | Seven Lives (De/Vision Remix) Seven Lives | Erstveröffentlichung: 13. Dezember 2004 Interpretation: In Strict Confidence |

| Jahr | Titel Album                                              | Anmerkungen                          |
| ---- | -------------------------------------------------------- | ------------------------------------ |
| 2015 | Rage (Live at M’era Luna) M’era Luna Festival 2014 (DVD) | Erstveröffentlichung: 2. Januar 2015 |

## Promoveröffentlichungen
| Jahr | Titel Album                                   | Anmerkungen                                                                                  |
| ---- | --------------------------------------------- | -------------------------------------------------------------------------------------------- |
| 1998 | Hear Me Calling Monosex                       | Erstveröffentlichung: 12. Oktober 1998 Verkäufe: 700 (limitiert)                             |
| 2002 | Miss You More Devolution                      | Erstveröffentlichung: Dezember 2002 Verkäufe: 500 (limitiert)                                |
| 2003 | Lonely Day Two                                | Erstveröffentlichung: Februar 2003 Verkäufe: 700 (limitiert)                                 |
| 2003 | A New Dawn Devolution                         | Erstveröffentlichung: 17. Dezember 2003 Verkäufe: 1.000 (limitiert)                          |
| 2004 | Unputdownable 6 Feet Underground              | Erstveröffentlichung: 21. Mai 2004                                                           |
| 2007 | Flavour of the Week Noob                      | Erstveröffentlichung: Juli 2007                                                              |
| 2012 | Brotherhood of Man Rockets + Swords           | Erstveröffentlichung: August 2012 feat. Crystin Fawn                                         |
| 2012 | Kamikaze Rockets + Swords                     | Erstveröffentlichung: 21. Dezember 2012                                                      |
| 2014 | Brothers in Arms 25 Years – Best of Tour 2013 | Erstveröffentlichung: 13. März 2014 Vertrieb nur über PledgeMusic; Verkäufe: 500 (limitiert) |

## Boxsets
| Jahr | Titel Musiklabel                                       | Anmerkungen                           |
| ---- | ------------------------------------------------------ | ------------------------------------- |
| 2013 | Popgefahr: The Collection Popgefahr Records (Soulfood) | Erstveröffentlichung: 18. Januar 2013 |
| 2013 | Strange Days Popgefahr Records (Soulfood)              | Erstveröffentlichung: 21. Juni 2013   |

## Statistik

### Chartauswertung
|                     | DE     | AT    | CH    |
| ------------------- | ------ | ----- | ----- |
| Nummer-eins-Alben   | DE—DE  | AT—AT | CH—CH |
| Top-10-Alben        | DE—DE  | AT—AT | CH—CH |
| Alben in den Charts | DE13DE | AT—AT | CH—CH |

|                       | DE    | AT    | CH    |
| --------------------- | ----- | ----- | ----- |
| Nummer-eins-Singles   | DE—DE | AT—AT | CH—CH |
| Top-10-Singles        | DE—DE | AT—AT | CH—CH |
| Singles in den Charts | DE5DE | AT—AT | CH—CH |